# Saint-Bénigne
Saint-Bénigne ist eine französische Gemeinde mit 1.351 Einwohnern (Stand: 1. Januar 2022) im Département Ain in der Region Auvergne-Rhône-Alpes. Sie gehört zum Kanton Replonges im Arrondissement Bourg-en-Bresse.

## Geografie
Die Gemeinde Saint-Bénigne liegt etwa 32 Kilometer nordwestlich von Bourg-en-Bresse in der Bresse an der Reyssouze. Im Westen reicht das Gemeindegebiet bis an die Saône, die hier die Grenze zum Département Saône-et-Loire markiert.

### Nachbargemeinden
Umgeben wird Saint-Bénigne von den Nachbargemeinden Arbigny im Norden, Chavannes-sur-Reyssouze im Osten, Saint-Étienne-sur-Reyssouze im Südosten, Gorrevod im Süden, Pont-de-Vaux im Süden und Südwesten, Montbellet im Westen sowie Uchizy im Nordwesten.

## Bevölkerungsentwicklung
| Jahr                       | 1962 | 1968 | 1975 | 1982 | 1990 | 1999 | 2006 | 2013 | 2021 |
| Einwohner                  | 690  | 663  | 631  | 702  | 823  | 817  | 1072 | 1226 | 1343 |
| Quellen: Cassini und INSEE |      |      |      |      |      |      |      |      |      |

## Sehenswürdigkeiten
- neoromanische Kirche Saint-Bénigne aus dem Jahre 1862
- Schloss Les Raviers
- Wasserturm

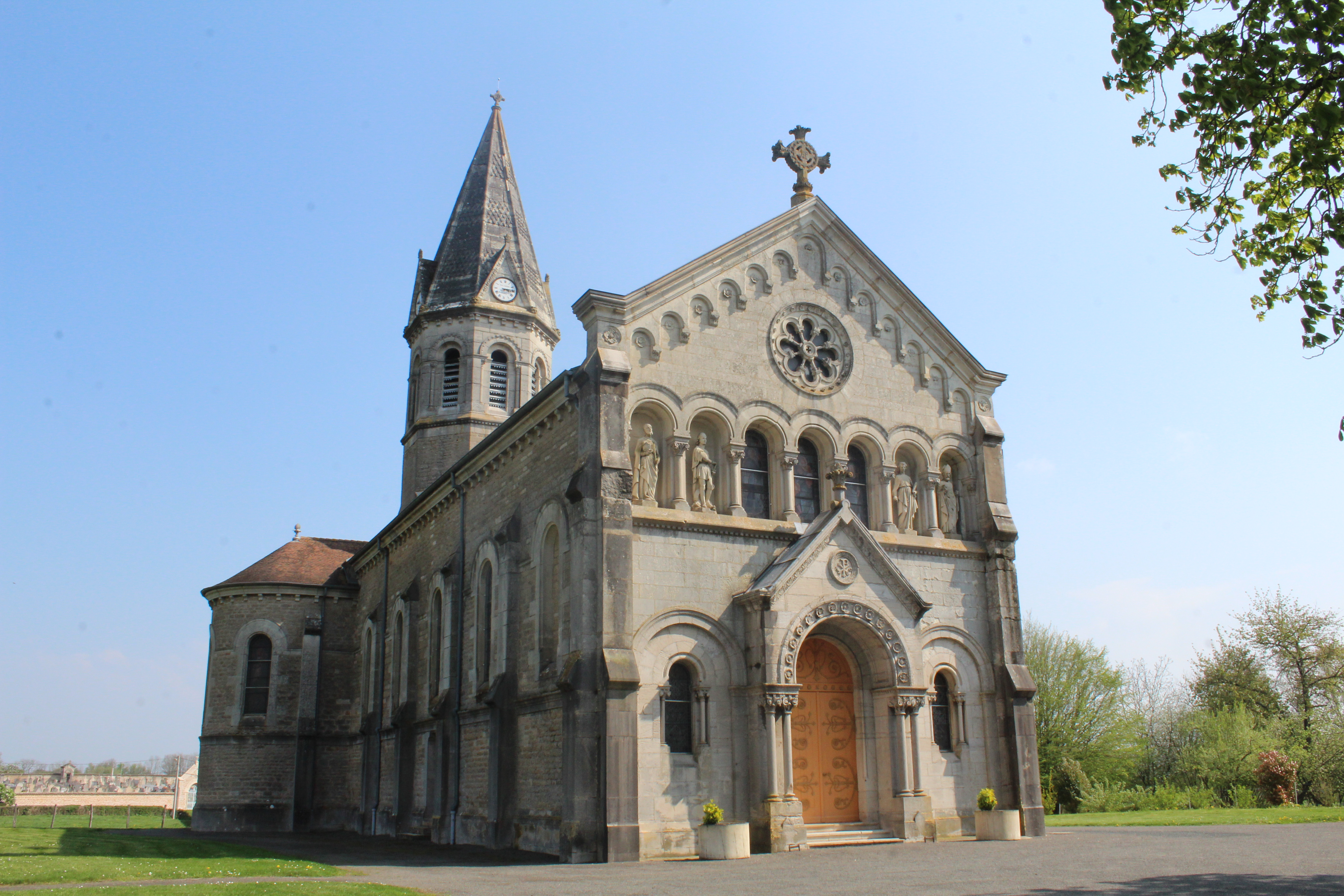
Kirche Saint-Bénigne
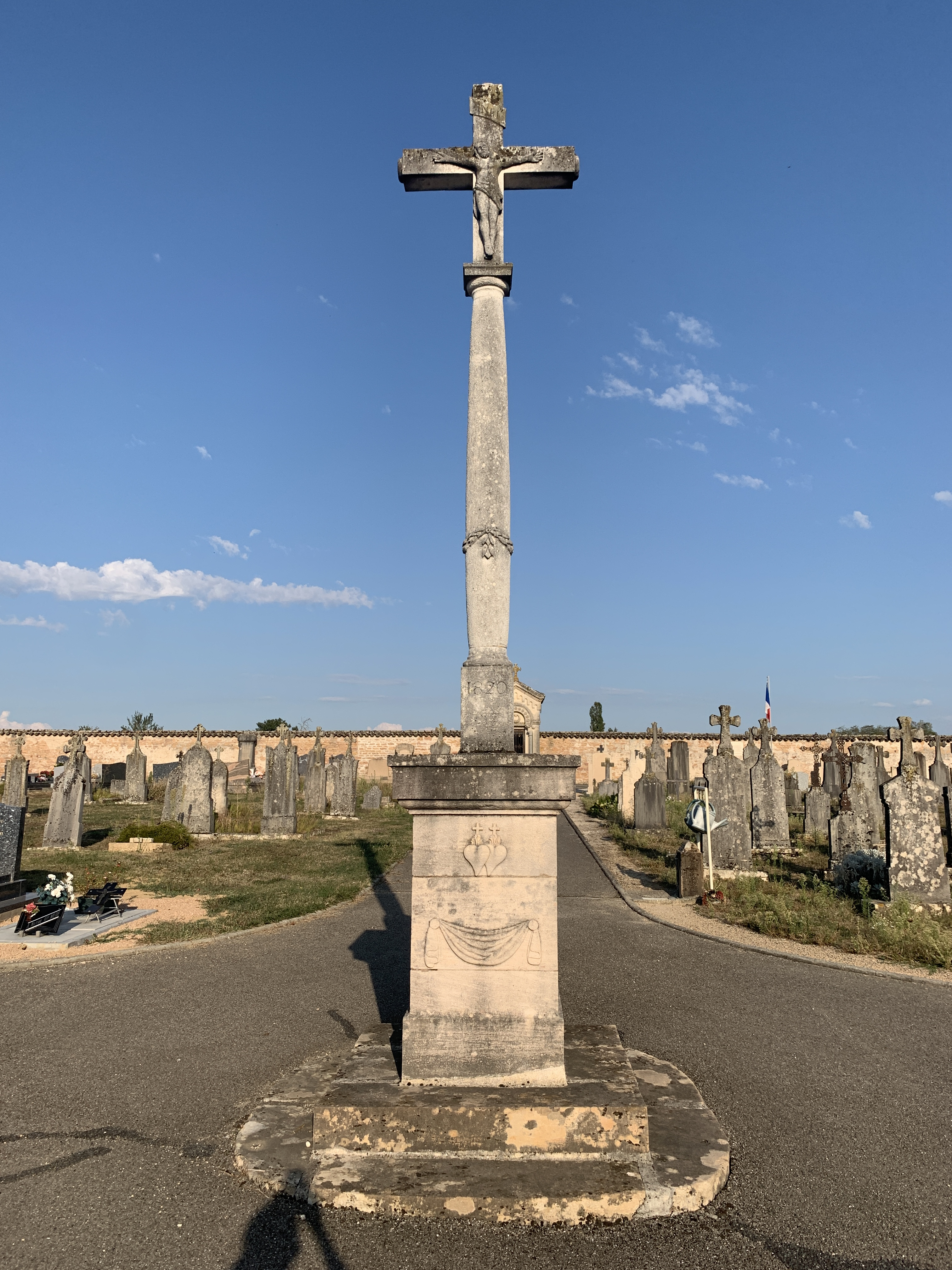
Monumentales Friedhofskreuz
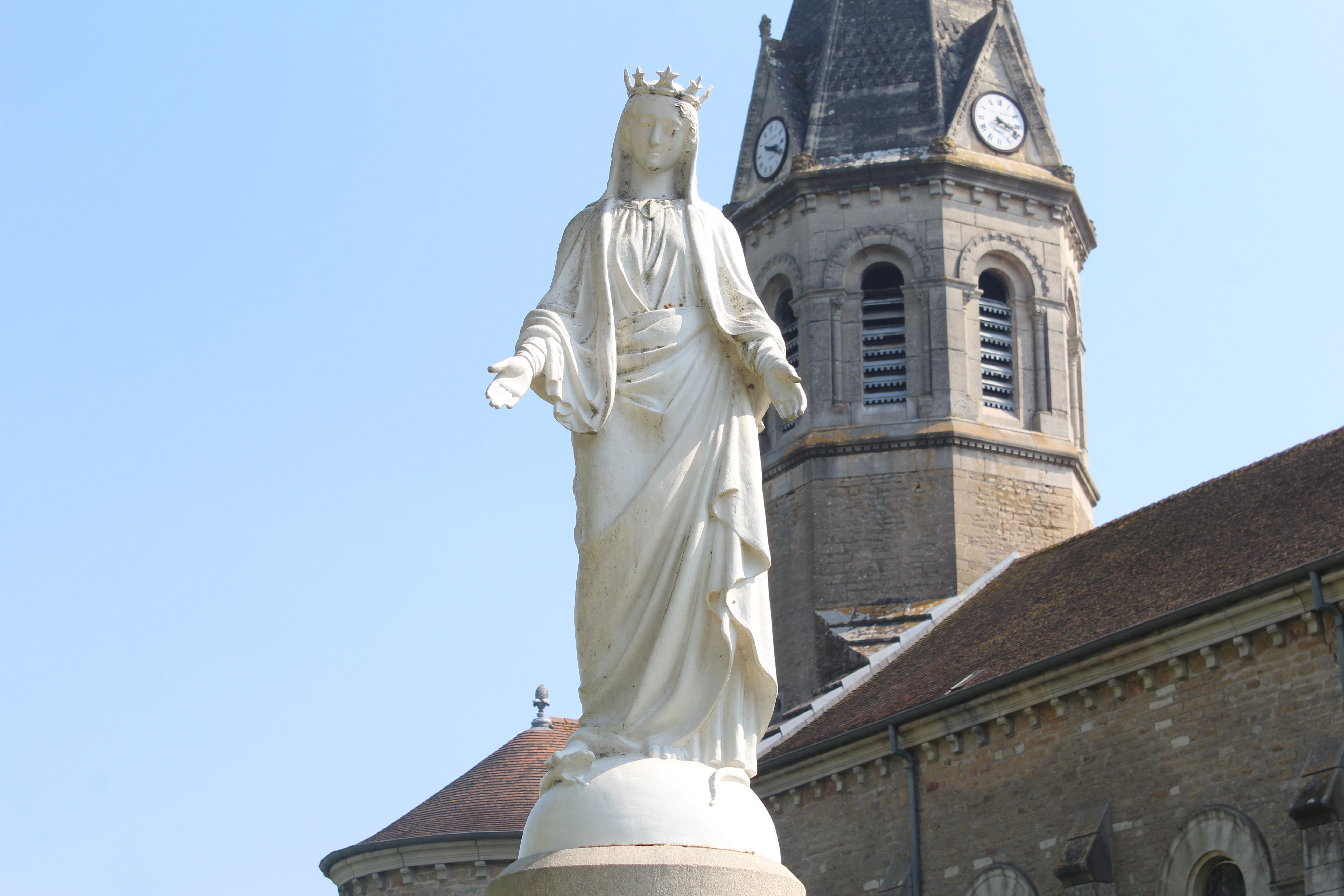
Marienstatue
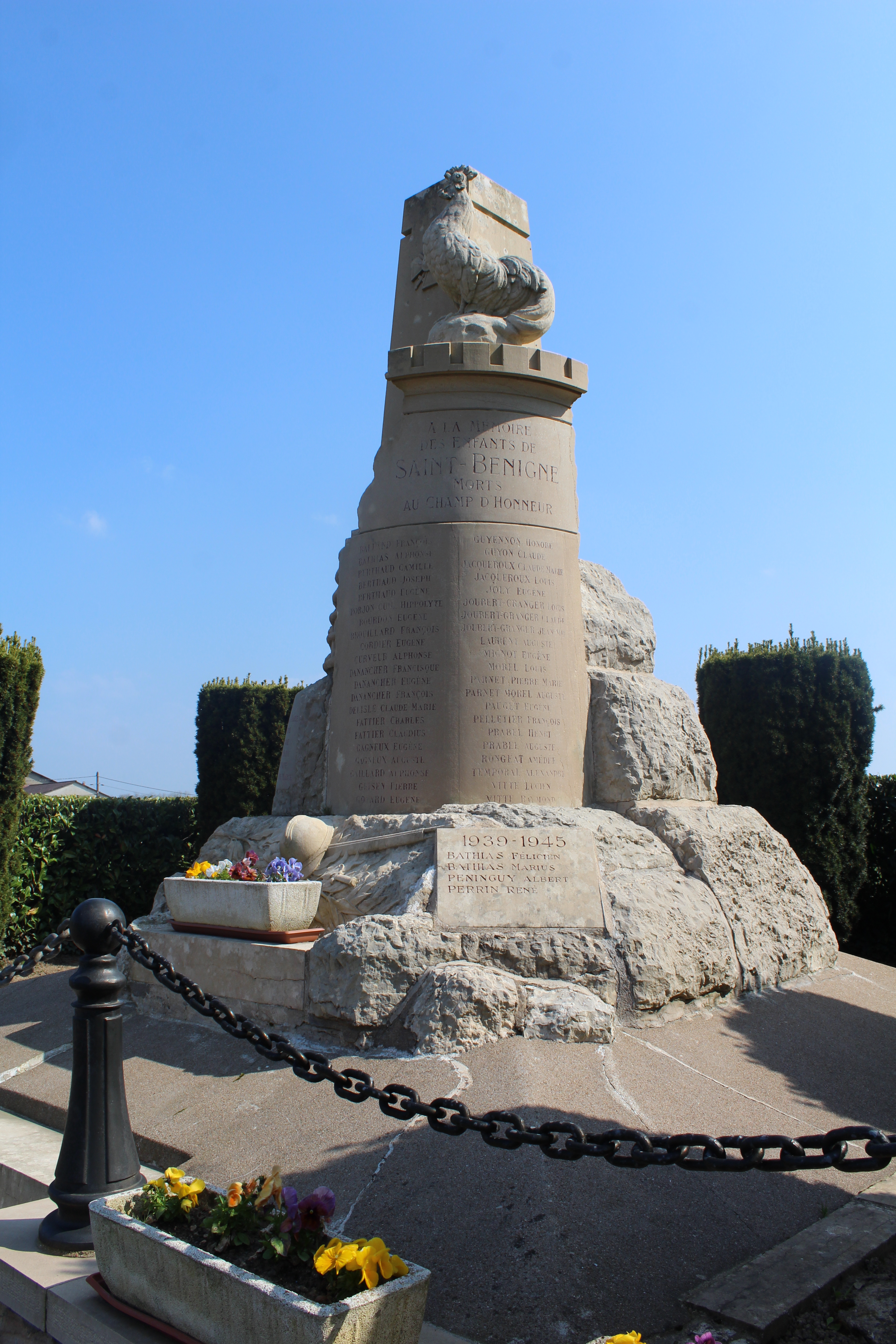
Gefallenendenkmal